# Arto Javanainen
Arto Javanainen (* 8. April 1959 in Pori; † 25. Januar 2011 in Turku) war ein finnischer Eishockeyspieler, der von 1975 bis 1994 für Ässät Pori und TPS Turku in der SM-liiga sowie für die Pittsburgh Penguins in der National Hockey League gespielt hat. 

## Karriere

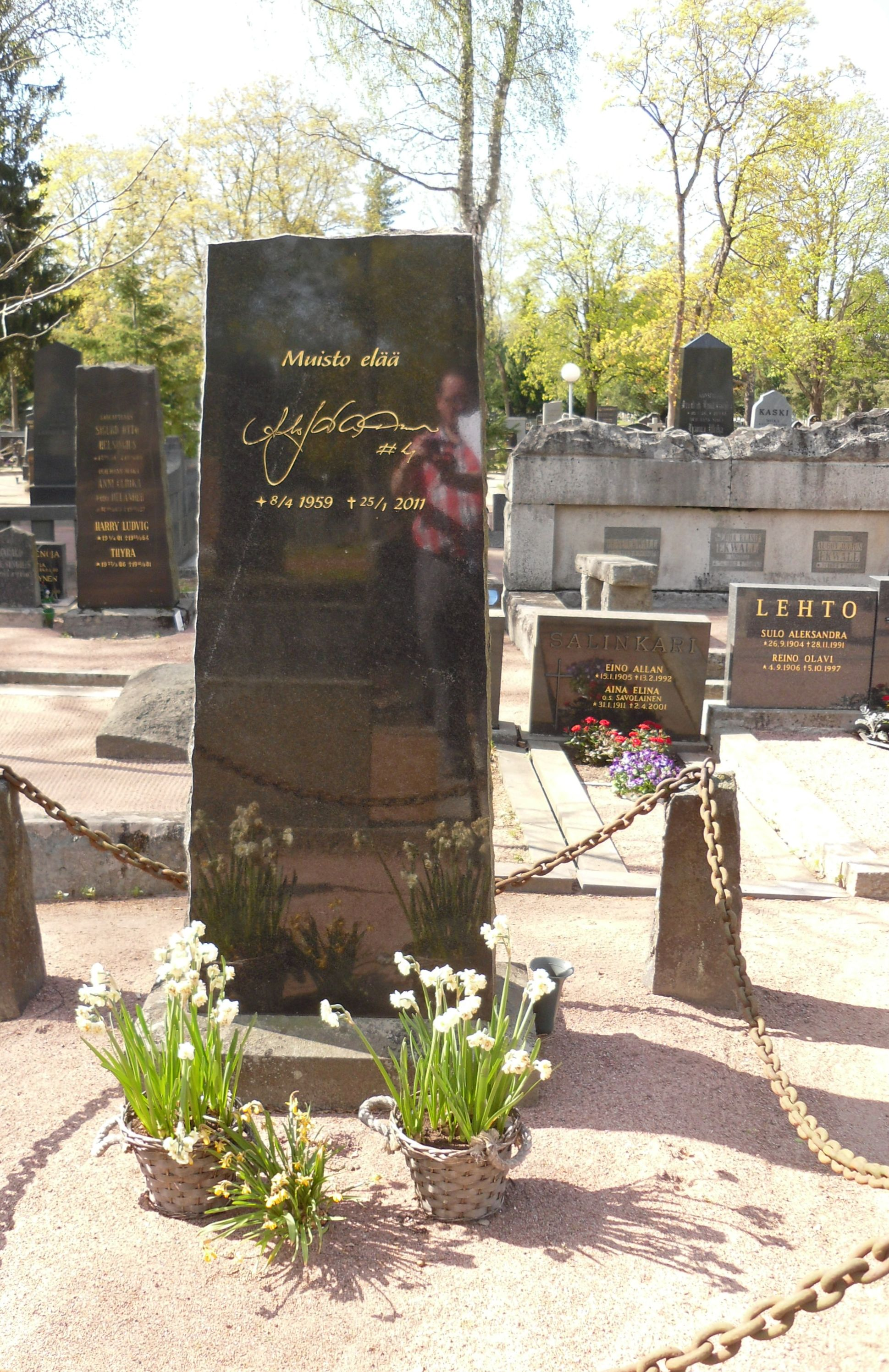
Das Grab von Arto Javanainen

Arto Javanainen begann seine Karriere als Eishockeyspieler bei Ässät Pori, für die er zunächst von 1975 bis 1984 in der SM-liiga aktiv war. In dieser Zeit wurde er im NHL Entry Draft 1983 in der sechsten Runde als insgesamt 118. Spieler von den Canadiens de Montréal ausgewählt. Ein Jahr später wurde der Finne ein zweites Mal gedraftet, dieses Mal wählten ihn die Pittsburgh Penguins im NHL Entry Draft 1984 in der fünften Runde als insgesamt 85. Spieler aus. In der Saison 1984/85 gab der Angreifer schließlich sein Debüt in der National Hockey League für die Penguins, bei denen er sich jedoch nicht durchsetzen konnte, so dass er hauptsächlich für deren Farmteam, die Baltimore Skipjacks aus der American Hockey League, spielte. Am Ende seines einjährigen Aufenthaltes in Nordamerika standen für Javanainen fünf Scorerpunkte, darunter ein Tor, in 14 NHL-Spielen zu Buche.
Vor der Saison 1984/85 kehrte Javanainen zu seinem Ex-Klub Ässät Pori zurück, für den er die folgenden beiden Spielzeiten aktiv war. Es folgten zwei Jahre bei TPS Turku, mit denen er 1989 seinen einzigen Finnischen Meistertitel gewann. Daraufhin kehrte Javanainen erneut zu Ässät Pori zurück, wo er 1994 seine Karriere beendete.
Im Anschluss an seine Karriere wurde Javanainen im Jahr 2000 mit der Aufnahme in die finnische Hockey Hall of Fame geehrt. Zudem sperrte Ässät Pori, wo er den Großteil seiner Karriere verbracht hatte, seine Trikotnummer 4.
Javanainen verstarb am 25. Januar 2011 in Turku nach langer schwerer Krankheit im Alter von 51 Jahren.

### International
Für Finnland nahm Javanainen an den Junioren-Weltmeisterschaften 1977, 1978 und 1979 sowie den A-Weltmeisterschaften 1982 und 1983 teil. Des Weiteren stand er im Aufgebot Finnlands bei den Olympischen Winterspielen 1984 in Sarajevo.

## Erfolge und Auszeichnungen
| - 1981: Bester Torschütze der SM-liiga - 1982: SM-liiga All-Star-Team - 1984: Bester Torschütze der SM-liiga - 1986: Bester Torschütze der SM-liiga - 1986: Topscorer der SM-liiga - 1986: SM-liiga All-Star-Team | - 1987: SM-liiga All-Star-Team - 1988: SM-liiga All-Star-Team - 1988: Bester Torschütze der SM-liiga - 1989: Finnischer Meister mit TPS Turku - 1991: Bester Torschütze der SM-liiga |

## Rekorde
- Meiste Tore (SM-liiga): 461
- Meiste Punkte (SM-liiga): 792
- Meiste Tore in einer Saison (SM-liiga): 47 (1987/88)
- Meiste Hattricks (SM-liiga): 39
- Meiste Playoff-Tore (SM-Liiga): 38